# Mess- und Eichgesetz
Das Mess- und Eichgesetz legt im deutschen Recht Anforderungen fest, die für Messgeräte einzuhalten sind, um dem Stand der Technik zur Gewährleistung richtiger Messergebnisse und Messungen zu entsprechen. Die Einhaltung der Anforderungen wird vermutet, wenn das Messgerät einer harmonisierten Norm entspricht (§ 7). Ob ein Messgerät den Anforderungen genügt, wird von Konformitätsbewertungsstellen bewertet (§ 13).
Das Gesetz stellt eine Neufassung des Eichgesetzes dar, deren schrittweises Inkrafttreten erst zum 1. Januar 2015 abgeschlossen war. Bis dahin blieben zwischenzeitlich noch nicht abgelöste Vorschriften des Eichgesetzes gültig.

## Inhalt des Gesetzes
Das Gesetz fordert, dass Messgeräte nicht ungeeicht verwendet werden dürfen (§ 37).
Es bestimmt genaue Vorschriften für Fertigpackungen und andere Verkaufseinheiten. Bestimmungen für Verbrauchszähler (Wasserzähler, Gaszähler, Elektrizitätszähler, Wärmezähler) werden in Eichordnungen und dazugehörenden Richtlinien für das Durchführen dieser Eichungen geregelt. Die Eichung von diesen Verbrauchsmessgeräten wird ausschließlich von staatlich anerkannten Prüfstellen durchgeführt.
Als Bundesoberbehörde im Geschäftsbereich des Bundesministeriums für Wirtschaft und Technologie führt die Physikalisch-Technische Bundesanstalt die Aufsicht über das Messwesen. Die Durchführung oder Überwachung von Eichungen liegt in der Zuständigkeit der Eichämter der Bundesländer.
Verstöße gegen das Gesetz werden als Ordnungswidrigkeiten (§ 60) mit Bußgeldern geahndet.
Änderungen zur Umsetzung der Europäischen Messgeräterichtlinie (MID) sind am 8. Februar 2007, zur Umsetzung der Dienstleistungsrichtlinie am 12. März 2011 in Kraft getreten.

### Eichordnung
Die Eichordnung regelte ergänzend zum Eichgesetz die Eichung von Messgeräten. Sie wurde am 12. August 1988 erlassen. Mit Wirkung vom 13. Februar 2007 wurde auch sie an die Anforderungen der Europäischen Messgeräterichtlinie angepasst. Die Eichordnung wurde mit Wirkung vom 1. Januar 2015 durch die Mess- und Eichverordnung abgelöst.